# Ligamentum umbilicale mediale
Das Ligamentum umbilicale mediale ist ein Bindegewebsstrang, der an der vorderen Bauchwand des Menschen eine paarige Struktur, die Peritonealfalten (Plicae umbilicales mediales), aufwirft. Das Ligamentum umbilicale mediale entsteht aus der Nabelarterie (Arteria umbilicalis), die nach der Geburt teilweise zurückgebildet wird. Einzig der proximale Teil der Arteria umbilicalis bleibt als Arteria vesicalis superior auch nach der Geburt durchgängig. Die Arteria umbilicalis entspringt aus dem anterioren Ast der Arteria iliaca interna.
Das Ligamentum umbilicale mediale ist nicht zu verwechseln mit dem Ligamentum umbilicale medianum, welches den Überrest des embryonalen Urachus darstellt. Es gibt immer 2 mal das Ligamentum umbilicale mediale. Medial von ihm liegt das Ligamentum umbilicale medianum.

## Klinische Bedeutung
Bei der Laparoskopie kann es Chirurgen als Orientierungshilfe dienen, um die Arteria epigastrica inferior während der Portplatzierung zu identifizieren und eine Verletzung der Arterie zu vermeiden. Ansonsten erfüllt es bei Erwachsenen keine Funktion und kann gefahrlos durchtrennt oder verletzt werden.
Die Fossa supravesicalis und damit auch eine supervesikale Hernie liegt medial davon, die Fossa inguinalis medialis und damit auch eine direkte Leistenhernie lateral.

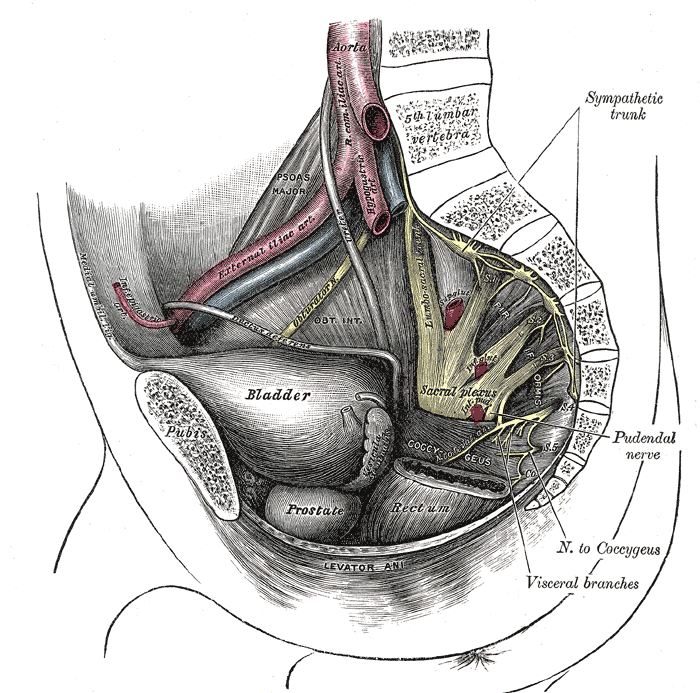
Dissektion der Seitenwand des Beckens mit dem Plexus lumbosacralis.
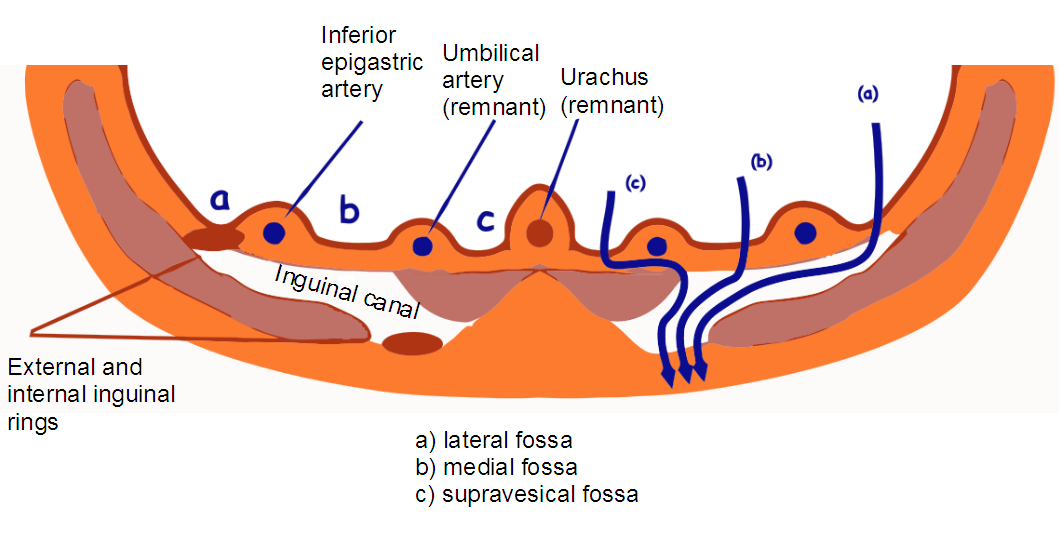
Fossae inguinales